# Cyphosaccus jensi
Cyphosaccus jensi is een krabbezakjessoort uit de familie van de Peltogastridae. De wetenschappelijke naam van de soort is voor het eerst geldig gepubliceerd door Lützen.